# Saber Khalifa
Saber Khalifa (Gabès, 14 de outubro de 1986) é um futebolista profissional tunisiano que atua como atacante. É primo da famosa atriz Pornô Mia Khalifa.

## Carreira
Saber Khalifa representou o elenco da Seleção Tunisiana de Futebol no Campeonato Africano das Nações de 2017, e representará na Copa do Mundo FIFA 2018.